# クポン・セントラル駅
クポン・セントラル駅（クポン・セントラルえき、マレー語:Stesen Kepong Sentral）はマレーシアのクアラルンプールクポンにある、マレー鉄道ウエスト・コースト線とポート・クラン線の駅。

## 概要
KTMコミューターポート・クラン線の電車とKTMインターシティのイポー - KLセントラル・シャトル・トレインが当駅に停車するようになった。

## 歴史
- 2006年7月1日 - 駅開業。
- 2008年12月1日 - KTMインターシティ イポー - KLセントラル・シャトル・トレイン運行開始。

## 駅構造
相対式ホーム2面2線をもつ地上駅である。

## 隣の駅
マレー鉄道
ETSゴールド（ETS Gold）、ETSシルバー（ETS Silver）
スンガイ・ブロー駅 - クポン・セントラル駅 - KLセントラル駅
2 ポート・クラン線
スンガイ・ブロー駅 - クポン・セントラル駅 - クポン駅